# H.M.S. Defiant
H.M.S. Defiant (Motín en el Defiant en España, Tumulto en alta mar en Argentina y México y H.M.S. Defiant en Ecuador) es una película británica de 1962 dirigida por Lewis Gilbert y protagonizada por Alec Guinness, Dirk Bogarde, Maurice Denham.

## Argumento
Es el año 1797. La flota inglesa está en guerra contra los franceses. En todo este ambiente parte del puerto de Spithead el H.M.S. Defiant. Es un poderoso buque de guerra lleno de artillería que tiene como destino el mar Mediterráneo. La misión del H.M.S. Defiant consiste en escoltar un convoy de barcos mercantes que transportan madera desde Córcega a Gran Bretaña. Al mando del buque está el capitán Crawford, quien lleva como segundo de a bordo al teniente Scott Padget y a su hijo Harvey, al que ha advertido que será tratado como uno más.
Sin embargo, las condiciones de trabajo son tan duras que la tripulación se amotina y el capitán no sólo deberá enfrentarse a la flota de Napoleón sino también a los amotinados.

## Reparto
| Actor             | Personaje                         |
| ----------------- | --------------------------------- |
| Alec Guinness     | Capitán Crawford                  |
| Dirk Bogarde      | Teniente Scott Padget             |
| Maurice Denham    | Sr. Goss                          |
| Nigel Stock       | Guardiamarina superior Kilpatrick |
| Richard Carpenter | Teniente Ponsonby                 |
| Peter Gill        | Teniente D'Arblay                 |
| David Robinson    | Harvey Crawford                   |
| Robin Stewart     | Pardoe                            |
| Ray Brooks        | Hayes                             |
| Peter Greenspan   | Johnson                           |

## Producción
La película fue filmada en Inglaterra y en el puerto de Alicante en España.

## Recepción
Hoy en día la película ha sido valorada en portales cinematográficos y por críticos profesionales. En IMDb, con aproximadamente 3100 votos registrados, el filme obtiene una media ponderada de 7,1 sobre 10. En cuanto a Rotten Tomatoes, los más de 1000 votos registrados allí le dieron una valoración media de 3,6 de 5, mientras que los 6 críticos profesionales registrados allí le dieron una valoración media de 6,2 de 10. También cabe destacar, que en La Vanguardia el 63 % de los usuarios registrados allí le dan una valoración positiva.